# Papio Bonarda & Co
Papio Bonarda & Co, fue una firma italiana de arquitectura, ingeniería y construcción, fundada por Angelo Papio y Gian Carlo Bonarda, a quienes debe su nombre, junto a sus socios Mario Gherardi y Carlos Bartoli, el 21 de mayo de 1926, en la ciudad de Manizales, Colombia.

## Historia

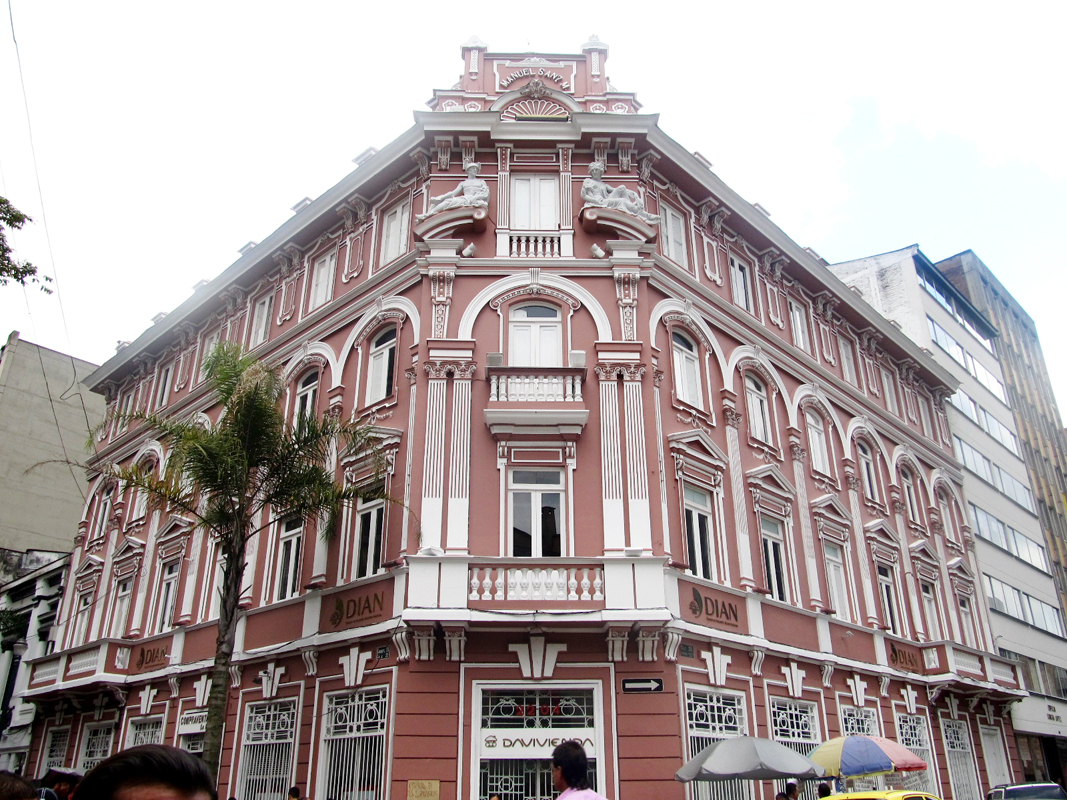
Edificio Sanz diseñado y construido por la firma entre 1926 y 1927.

Tras  los incendios que destruyeron el centro de Manizales, y la necesidad de reconstruir la misma se establece la firma el 15 de mayo de 1926, con un capital inicial de $20,000. Posteriormente, formalizaron un "contrato bilateral" mediante con la Diócesis, para llevar a cabo la construcción de la que se convertiría en la mayor obra realizada en Colombia en la mitad del siglo XX, el nuevo templo o catedral de Manizales. Ambos socios compartían experiencias adquiridas en varios países de Latinoamérica y poseían amplios conocimientos sobre los estilos arquitectónicos de la época, especialmente en relación con el clasicismo, así como en la aplicación de la innovadora técnica del concreto-armado o ferro/concreto. 
Angelo Papio, arquitecto e ingeniero, se establece en Colón (Panamá), donde abre la empresa Papio Construcciones, donde adquiere un estatus por la calidad de sus obras, en 1925 se traslada a Manizales junto a su familia; por su parte Giancarlo Bonarda, arquitecto e ingeniero, quien residía en Ecuador y donde había fundado la Sociedad Italiana de Constructores junto a sus colegas, los ingenieros Mario Gherardio y Carlos Bartoli, entre sus obras se destacan el Palacio de la Gobernación y también su participaron de la edificación de la Catedral de San Pedro, ambos en Guayaquil. 

## Obras
- (1926 - 1927) Casa Aquilino Villegas, Manizales, Colombia.
- (1926 - 1927) Casa Estrada, Manizales, Colombia.
- (1926 - 1927) Edificio Villegas, Manizales, Colombia.
- (1926 - 1927) Casa Pedro Escobar, Manizales, Colombia.
- (1926 - 1927) Edificio Sanz, Manizales, Colombia. (Diseño y construcción)
- (1928 - 1939) Construcción Catedral Basílica de Nuestra Señora del Rosario,  Manizales, Colombia. (Construcción)
- (1929) Templo de la Candelaria, Riosucio, Colombia.
- (1929) Teatro Olympia, Manizales, Colombia. (Demolido en 1979)

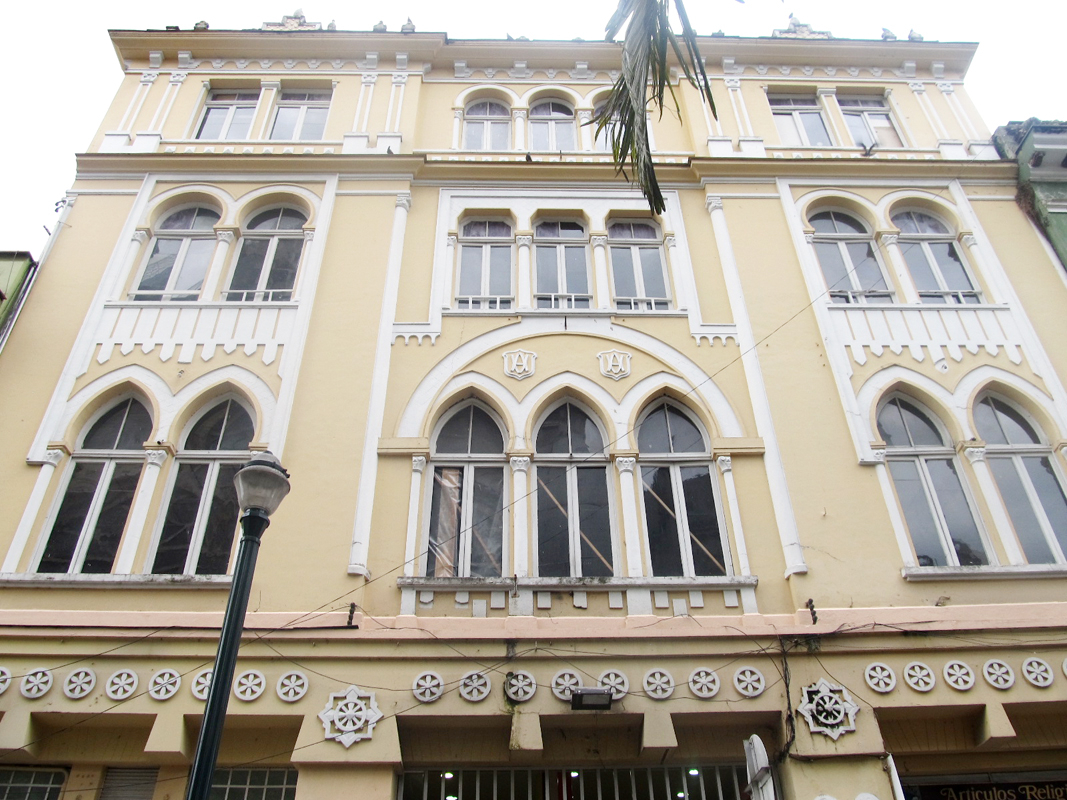
Casa Aquilino Villegas
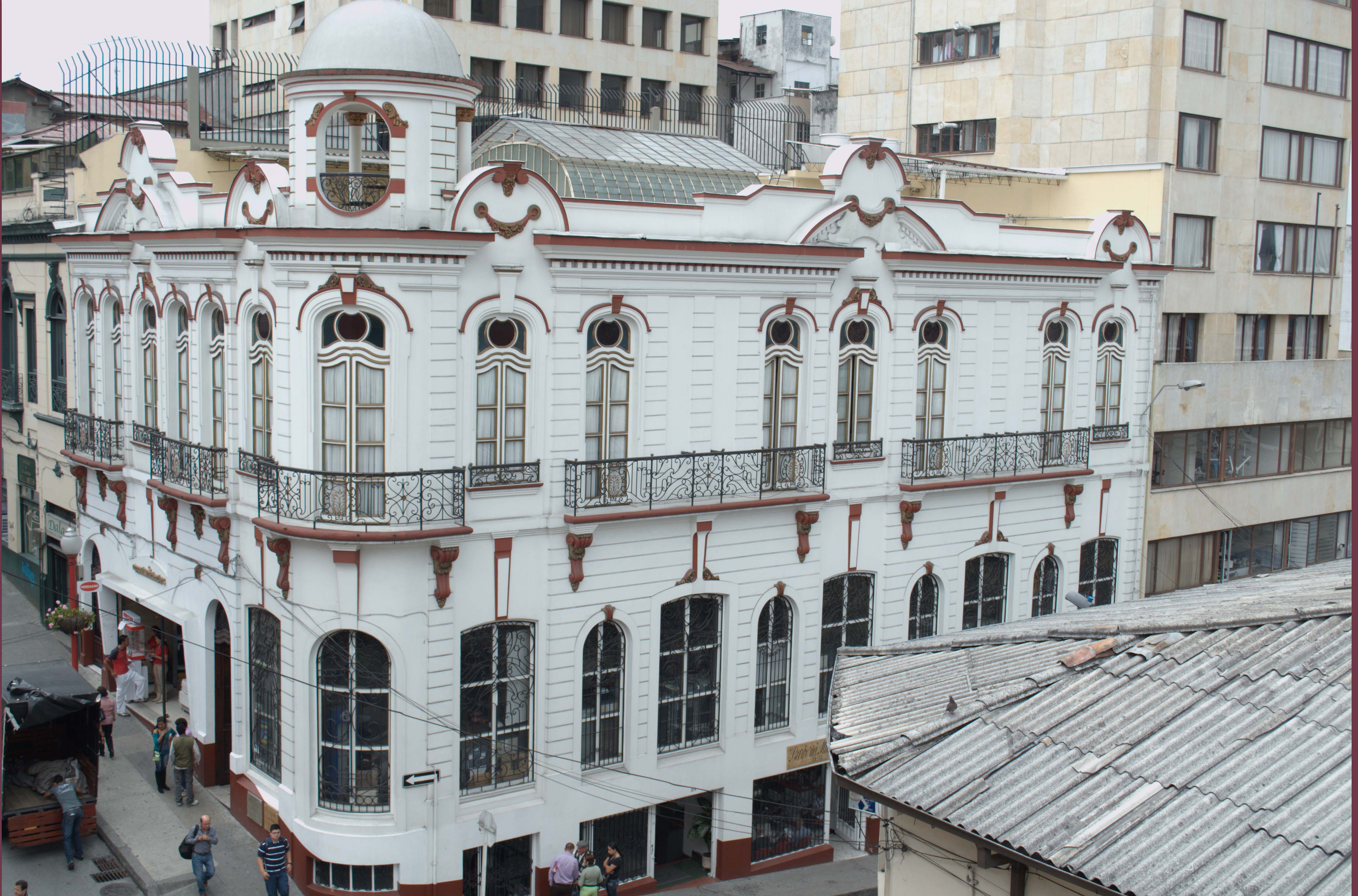
Casa Estrada
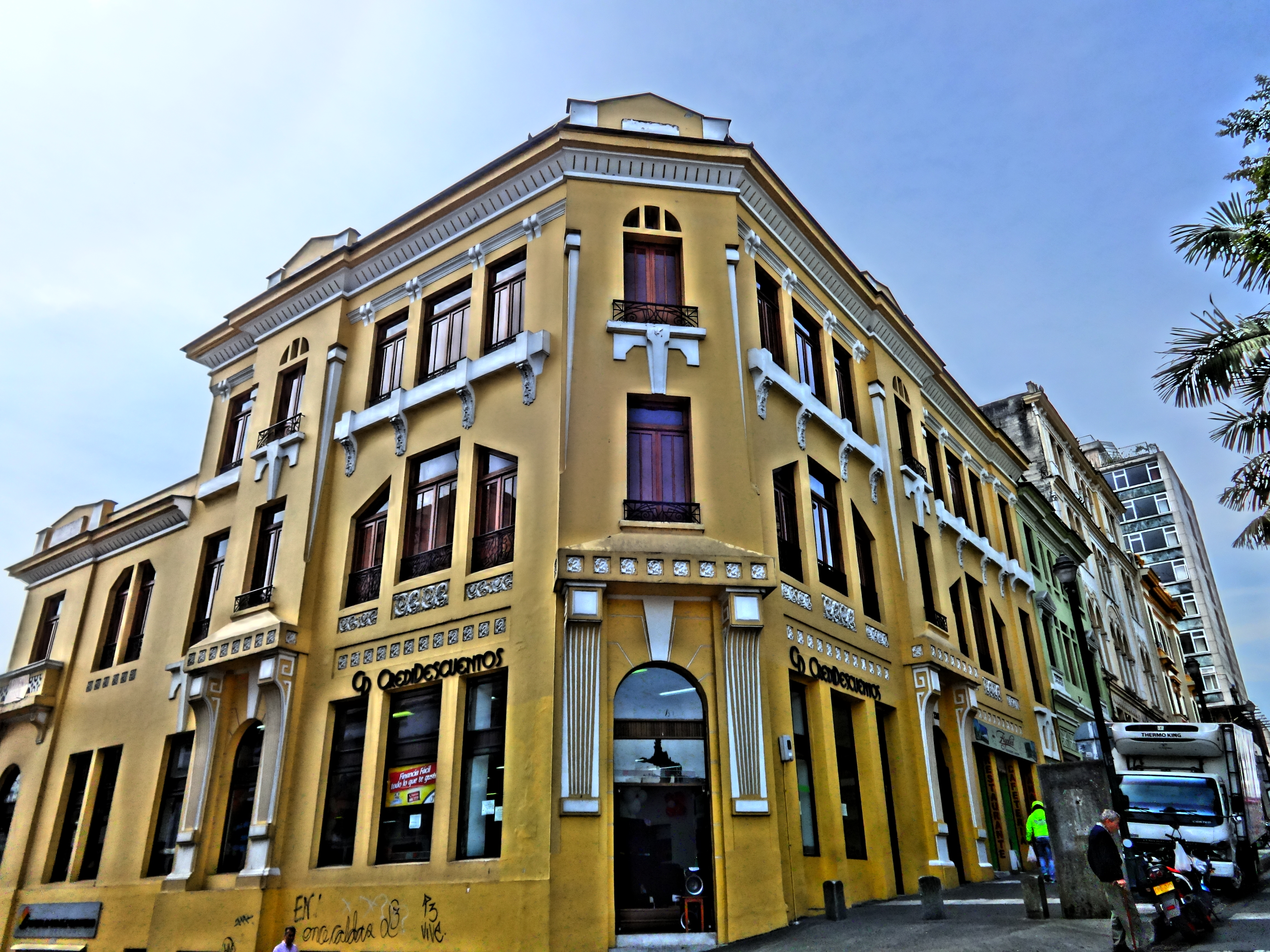
Edificio Villegas
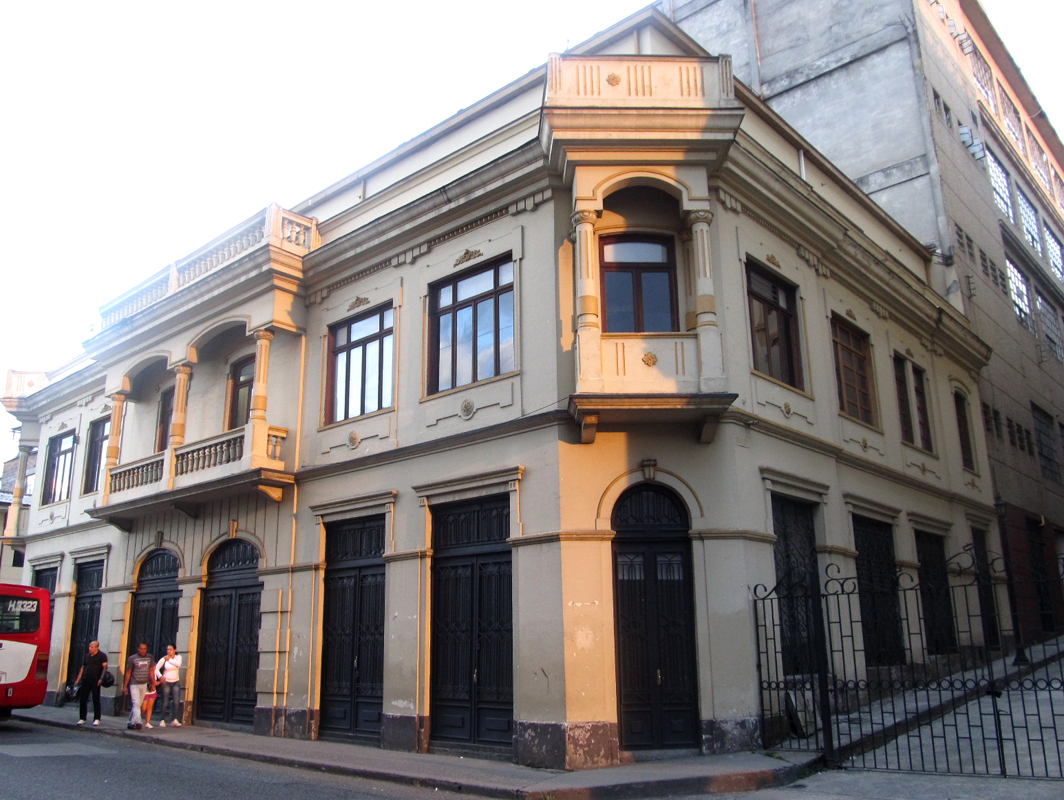
Casa Pedro Escobar